# Playa de la Marineta Casiana
La playa de la Marineta Casiana (Plaja de la Marineta Cassiana en valenciano) es una playa de arena del municipio de Denia en la provincia de Alicante (España).
Limita al norte con la escollera sur del puerto y al sur con el Barranco Lambochar y tiene una longitud de 1.016 m, con una amplitud de 70 m.
Se sitúa en un entorno urbano, disponiendo de acceso por calle y paseo marítimo contando con aparcamiento delimitado. Es accesible para personas con discapacidad y cuenta con balizamiento.
- Esta playa cuenta con el distintivo de bandera azul.[1]